# Априлци (Кырджалийская область)
Априлци (болг. Априлци) — село в Болгарии. Находится в Кырджалийской области, входит в общину Кирково. Население составляет 129 человек.

## Политическая ситуация
В местном кметстве Шумнатица, в состав которого входит Априлци, должность кмета (старосты) исполняет Емил Илиев Кёсев (Движение за права и свободы (ДПС)) по результатам выборов.
Кмет (мэр) общины Кирково — Шукран Кязим Идриз (Движение за права и свободы (ДПС)) по результатам выборов.